# En kuststräckas längd

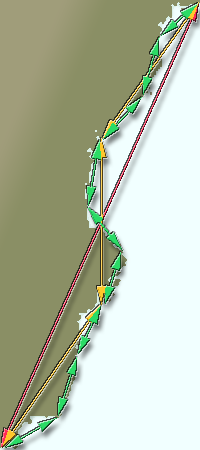
Bild där Sveriges kust från Smygehuk till Haparanda är exemplet. Mäter man avståndet direkt får man ett värde, använder man finare måttstockar får man andra.

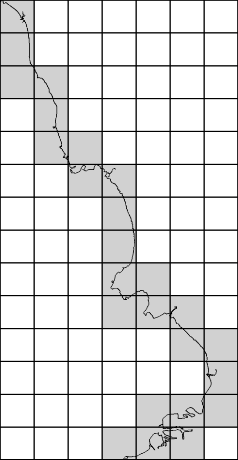
Beräkning av dimension på Skånes kust. Resultatet blir 1,1.

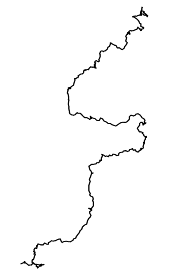
Slumpmässig kust med dimension 1,1.

Att mäta en kuststräckas längd är ett fraktalt problem som kallas kustlinjeparadoxen. Resultatet av mätningen beror nämligen (i de allra flesta fall) på längden på måttstocken som används vid det givna tillfället: ju finare måttstock man använder, desto fler vikar och uddar kan man ta med i mätningen, vilket tenderar att göra kuststräckan längre. Problemet presenterades först år 1967 av Benoît Mandelbrot i skriften How Long Is the Coast of Britain? Statistical Self-Similarity and Fractional Dimension.

## Exempel
I exemplet används von Kochs kurva, som är en bra modell för hur det fungerar.
Här mäter vi kuststräckan från ena ändan till den andra och får därmed en rak linje, vi bestämmer längden till 1:
_
Nu tar vi en ny måttstock som har längden 1/3 av den förra, samtidigt zoomar vi in till 3x förstoring och upptäcker en vik vi missade med den längre måttstocken.
_/\_
Den nya längden på kuststräckan är i det här fallet 1/3 * 4 eller ca 1,333 ggr längre än den tidigare längden:
Om vi nu väljer den första fjärdedelen av kuststräckan ovan så motsvaras den exakt av den första raka linjen, fast nu med längden 1/3. Så om vi zoomar in på den delen av kusten kommer vi att komma till samma läge som i det andra steget fast nu brukas en måttstock som är 1/9 av den ursprungliga. Vi finner då att det finns en vik även där. På samma sätt kan vi upprepa processen i ett oändligt antal upprepningar och hela tiden hitta nya allt mindre vikar och krumbukter på linjen. Kuststräckan ökar hela tiden sin längd med en tredjedel i varje ny upprepning och den kommer därmed att till slut bli oändligt lång.

### Skånes kust
Hur lång är Skånes västkust mellan Malmö och Helsingborg? Lägger man ett snöre längs på en sverigekarta och mäter sträckan kommer man kanske att få ett värde på 7 mil. Men vad händer om man istället mäter på en karta med högre upplösning, skulle då inte kuststräckan bli avsevärt mycket längre? Jo, och skulle någon få för sig att gå längs hela kuststräckan med ett måttband skulle kusten mellan de båda städerna bli oerhört mycket längre än så. Ju mer man förminskar skalan, desto längre blir sträckan.
Kuststräckor har alltså ett endimensionellt mått som är lika med oändligheten, men begränsas av en ändlig area. Följaktligen borde den ha en fraktal dimension större än 1 och med lådräkningsdimension borde den även gå att beräkna. Med hjälp av högupplösta kartor från GIS-centrum vid Lunds universitet har dimensionen på Skånes västkust kunnat beräknas till ungefär 1,1. Se figur.

### Norges kust
Beräkningar på Norges kust gjorda av Jens Feder uppskattar dimensionen på Norges kust till 1,52±0,01. Detta är troligt då fraktalens dimension kan ses som ett mått på dess sönderbrutenhet, vilket medför att Norges kust sannolikt har en högre dimension än Skånes.

## Faktiska mätningar
Eftersom resultatet av mätningen av en kustlinje beror på vilken metod man har använt är det även relevant hur mätningen har gått till.

## Fotnoter